# Слобода-Дашковецька
Слобода-Дашковецька — село в Україні, у Вінницькому районі Вінницької області. Входить до складу Якушинецької сільської громади.

## Уродженці
- Гуменюк Семен Олександрович (1914—1944) — старший лейтенант Робітничо-селянської Червоної армії, учасник німецько-радянської війни, Герой Радянського Союзу (1944).

## Галерея

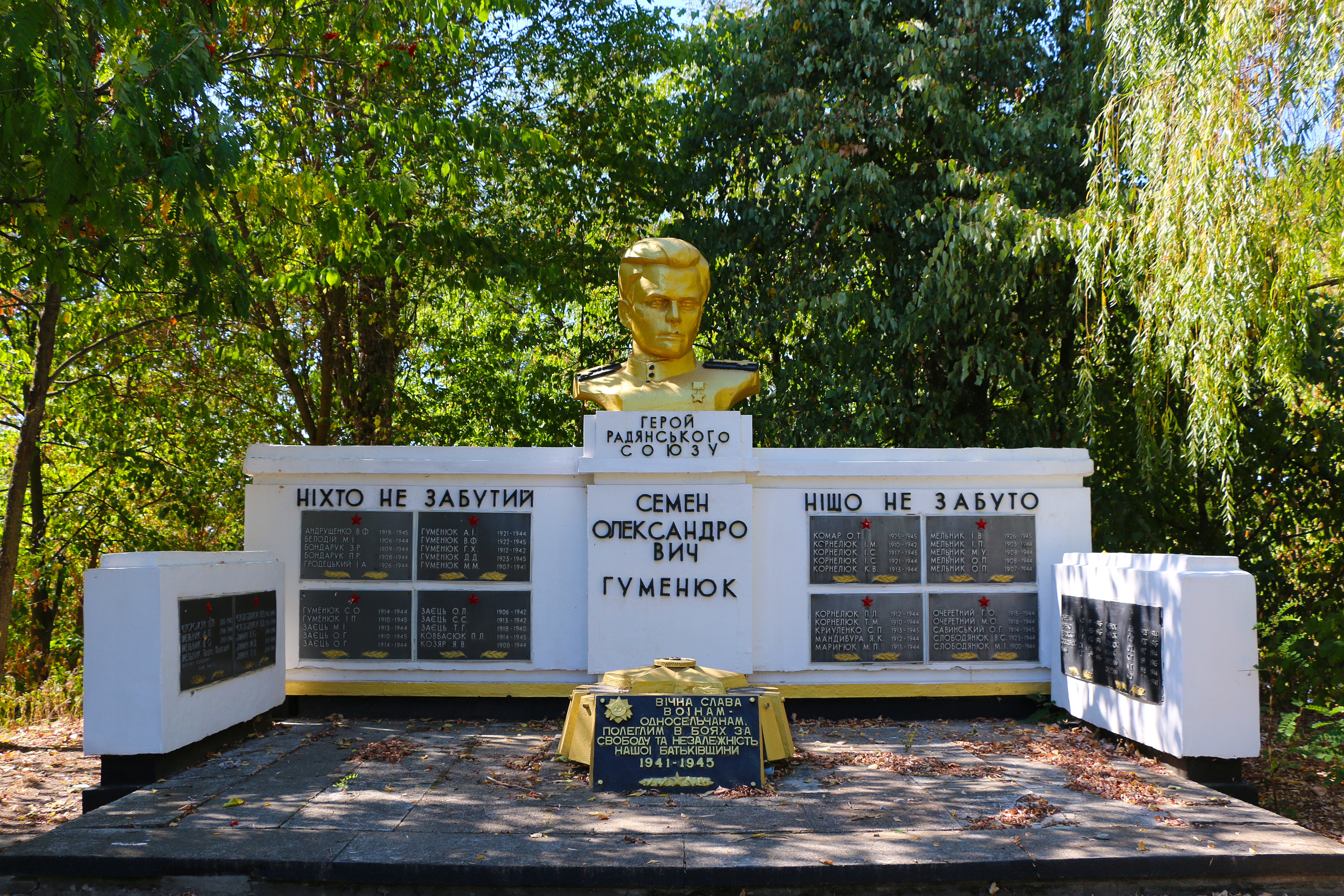
Пам'ятник Герою Радянського Союзу Семену Гуменюку